# Jan Skrzydlewski
Jan Skrzydlewski (ur. 6 grudnia 1867 w Sulęcinie, zm. 26 marca 1943 w Poznaniu) – polski kompozytor, pianista, nauczyciel i krytyk muzyczny.

## Życiorys
Urodził się w rodzinnym wielkopolskim majątku w Sulęcinie w rodzinie Stefana i Klementyny z Różańskich. Absolwent gimnazjum im. Marii Magdaleny w Poznaniu. Następnie studiował na Akademii Muzycznej w Berlinie (1891-1894) oraz odbył studia pianistyczne u Teodora Leszetyckiego w Wiedniu (1895-1898).
Wyjechał do Paryża, gdzie przebywał w latach 1899–1902. Potem zamieszkał we Lwowie, gdzie pracował jako nauczyciel w Instytucie Muzycznym, a w 1905 założył własną szkołę. Działał jako pianista, krytyk muzyczny i kompozytor. Wojnę spędził w Wielkopolsce. W 1919 był jednym z organizatorów Państwowego Konserwatorium Muzycznego w Poznaniu. Jako profesor pianistyki pracował w nim do 1926. Następnie w tym samym charakterze uczył w Wielkopolskiej Szkole Muzycznej w Poznaniu (1926–1939).
Nie założył rodziny. Został pochowany na cmentarzu przy ulicy Bluszczowej w Poznaniu.

## Kompozycje
Publikował w wydawnictwach: Otto Junne (Lipsk), Gebethner i Wolff (Warszawa) oraz A.Piwarski i T.Gieszczykiewicz (Kraków).
Były to m.in.:
- na fortepian:
  - 24 preludia (w 4 zeszytach)
  - Sonata c-moll
  - 3 ballady (d-moll, h-moll, H-dur)
  - 2 etiudy (a-moll, D-dur)
  - Nokturn E-dur
  - Marche funèbre
  - Impressions musicales
- na skrzypce i fortepian:
  - Berceuse
  - Menuet a l'antique
  - Fantazja d-moll
  - Ballada c-moll
- na śpiew:
  - 8 pieśni do słów Kazimierza Przerwy-Tetmajera